# Ximena Velazco
Ximena Daiana Velazco Núñez (Ciudad de la Costa, Canelones, Uruguay; 31 de julio de 1995) es una futbolista uruguaya. Juega de mediocampista interior izquierda y delantera extremo izquierda en Avaí FC del Brasileirão Femenino. Es internacional con la Selección de Uruguay.

## Trayectoria

### Inicios

#### Club El Pinar
Tuvo sus primeros pasos desde los 8 hasta los 13 años de edad en la escuelita de fútbol del Club Pinar de Ciudad de la Costa, de donde es oriunda.

#### Colón FC
Su primer equipo oficial fue Colón. Donde jugó en juveniles y fue campeona en sub-16 y sub-19.

### Nacional
Jugó en Nacional desde el año 2013 hasta 2019.

### Peñarol
Fue bicampeona del Campeonato Uruguayo y participó de dos Copas Libertadores. En total jugó 58 partidos oficiales y anotó 42 goles.

### Inter de Porto Alegre
En abril de 2021 se confirma su traspaso a Inter de Porto Alegre, firmando contrato hasta diciembre de ese mismo año.

### Peñarol (segunda etapa)
En junio de 2022 retorna a Peñarol en su segunda etapa en el equipo.

### Avaí
En enero de 2023 se hace oficial su pase a Avaí, de la máxima división de Brasil.

## Selección nacional
Participó de la Copa América 2018 siendo la capitana. Disputa encuentros en La Celeste desde 2018.

## Estadísticas

### Clubes
| Club                 | País    | Año             |
| -------------------- | ------- | --------------- |
| Nacional de Football | Uruguay | 2013 - 2019     |
| Peñarol              | Uruguay | 2019 - 2021     |
| SC Internacional     | Brasil  | 2021 - 2022     |
| Peñarol              | Uruguay | 2022 - 2023     |
| Avaí FC              | Brasil  | 2023 - presente |